# Liste der Kulturdenkmäler in Rheinbreitbach
In der Liste der Kulturdenkmäler in Rheinbreitbach sind alle Kulturdenkmäler der rheinland-pfälzischen Ortsgemeinde Rheinbreitbach aufgeführt. Grundlage ist die Denkmalliste des Landes Rheinland-Pfalz (Stand: 9. Februar 2023).

## Denkmalzonen
| Bezeichnung                        | Lage | Baujahr                 | Beschreibung | Bild            |
| ---------------------------------- | --- | ----------------------- | --- | --------------- |
| Denkmalzone Burgstraße/Hauptstraße | Burgstraße 1, 2, 4, 5–11, 13 und 17, Hauptstraße 30–38 (gerade Nummern), 44, 47–51 (ungerade Nummern), 55 und 57 Lage | 16. bis 19. Jahrhundert | dichte, teils giebel-, teils traufständige Bebauung mit meist freigelegten Fachwerkhäusern des 16. bis 19. Jahrhunderts in der nördlichen Hälfte des historischen Ortskerns um die Gabelung von Hauptstraße und Burgstraße       | Fotos hochladen |
| Denkmalzone Westerwaldstraße       | Westerwaldstraße 2–24 (gerade Nummern), Großer Büchel 5 und 7 Lage                                                    | 17. und 18. Jahrhundert | weitgehend geschlossene Zeile aus überwiegend traufständigen Wohnhäusern des 17. und 18. Jahrhunderts, teilweise mit überbauten Torfahrten im Südostteil des Ortskerns gegenüber der Pfarrkirche und der ehemaligen Unteren Burg | BW              |

## Einzeldenkmäler
| Bezeichnung                                 | Lage                                   | Baujahr                     | Beschreibung | Bild                           |
| ------------------------------------------- | -------------------------------------- | --------------------------- | --- | ------------------------------ |
| Hofanlage                                   | Am Grendel 1 Lage                      | 18. Jahrhundert             | Hofanlage, 18. Jahrhundert; Fachwerkhaus, Fachwerkscheune | weitere Bilder Fotos hochladen |
| Wegekreuz                                   | Am Grendel, bei Nr. 13 Lage            | 1663                        | Wegekreuz, bezeichnet 1663 | Fotos hochladen                |
| Wegekreuz                                   | Auf Staffels Lage                      | 1667                        | Nischenkreuz, bezeichnet 1667 | weitere Bilder Fotos hochladen |
| Kriegerdenkmal                              | Auf Staffels Lage                      | 1885                        | Kriegerdenkmal 1870/71, bezeichnet 1885 | weitere Bilder Fotos hochladen |
| Katholische Pfarrkirche St. Maria Magdalena | Burgstraße Lage                        | 15. oder 16. Jahrhundert    | spätgotische Hallenkirche; Schaftkreuz, bezeichnet 1757; Grabsteine, 18. Jahrhundert | weitere Bilder Fotos hochladen |
| Untere Burg                                 | Burgstraße, Weinbergsweg 2 Lage        | 14. Jahrhundert             | Reste der untergegangenen Wasserburg der Herren von Breitbach; Burgstraße, gegenüber der Kirche: Abschnitt der westlichen Einschlussmauer mit rundbogigem Tor; Weinbergsweg 2: ehemaliges Nebengebäude, langgestreckter Fachwerkbau, teilweise massiv, 18. Jahrhundert (⊙) | weitere Bilder Fotos hochladen |
| Wohnhaus                                    | Burgstraße 2 Lage                      | 1604                        | Fachwerkhaus, teilweise massiv und verschiefert, angeblich von 1604; straßenbildprägende Lage | weitere Bilder Fotos hochladen |
| Wohnhaus                                    | Burgstraße 5 Lage                      | 17. oder 18. Jahrhundert    | Fachwerkhaus, teilweise verputzt, 17. oder 18. Jahrhundert | Fotos hochladen                |
| Wohnhaus                                    | Burgstraße 6/8 Lage                    | 1725                        | Fachwerkhaus, bezeichnet 1725, barocke Haustür; Burgstraße 6: Fachwerkhaus, 18. Jahrhundert, rückwärtige Erweiterung aus dem 19. Jahrhundert | weitere Bilder Fotos hochladen |
| Wohnhaus                                    | Burgstraße 9 Lage                      | 17. oder 18. Jahrhundert    | Fachwerkhaus, teilweise massiv, 17. oder 18. Jahrhundert | weitere Bilder Fotos hochladen |
| Wohnhaus                                    | Burgstraße 10 Lage                     | 17. oder 18. Jahrhundert    | Fachwerkhaus mit Querbau, teilweise massiv, 17. oder 18. Jahrhundert | weitere Bilder Fotos hochladen |
| Wohnhaus                                    | Großer Büchel 7 Lage                   | Anfang des 17. Jahrhunderts | kleines Fachwerkhaus; rückwärtiges Wirtschaftsgebäude, Anfang des 17. Jahrhunderts | weitere Bilder Fotos hochladen |
| Katholische Kapelle St. Leonhard            | Hauptstraße Lage                       | 1655                        | Putzbau, teilweise Fachwerk, 1655 | weitere Bilder Fotos hochladen |
| Wohnhaus                                    | Hauptstraße 10 Lage                    | 18. Jahrhundert             | stattliches Fachwerkhaus, Krüppelwalmdach, 18. Jahrhundert | weitere Bilder Fotos hochladen |
| Hofanlage                                   | Hauptstraße 12, Kirchplatz 2 Lage      | 17. bis 19. Jahrhundert     | zweiflüglige Hofanlage; sechsachsiger Putzbau, Mitte des 19. Jahrhunderts; östlich anschließender Bau und Seitenflügel, im Kern aus dem 17. oder 18. Jahrhundert, im 19. Jahrhundert überformt                                                                             | weitere Bilder Fotos hochladen |
| Wohnhaus                                    | Hauptstraße 21 Lage                    | 1648                        | Fachwerkhaus in geschlossener Zeile, bezeichnet 1648 und 1668 | weitere Bilder Fotos hochladen |
| Heimatmuseum                                | Hauptstraße 29 Lage                    | 16. Jahrhundert             | Fachwerkhaus, teilweise massiv, verputzt, Schopfwalmdach, eventuell aus dem 16. Jahrhundert; im Hof Einmannbunker | weitere Bilder Fotos hochladen |
| Wohnhaus                                    | Hauptstraße 30 Lage                    | spätes 16. Jahrhundert      | Fachwerkhaus, teilweise massiv, im Kern eventuell noch aus dem 16. Jahrhundert; Querbau, um 1800 oder später | weitere Bilder Fotos hochladen |
| Wohn- und Geschäftshaus                     | Hauptstraße 38 Lage                    | 17. Jahrhundert             | Fachwerkhaus, teilweise verschiefert, wohl aus dem 17. Jahrhundert; Ladenfront um 1920/30 (?) | weitere Bilder Fotos hochladen |
| Wohnhaus                                    | Hauptstraße 39 Lage                    | 17. oder 18. Jahrhundert    | Fachwerkhaus, teilweise massiv, 17. oder 18. Jahrhundert | weitere Bilder Fotos hochladen |
| Wohnhaus                                    | Hauptstraße 55 Lage                    | 18. Jahrhundert             | Fachwerkhaus, teilweise massiv, 18. Jahrhundert | weitere Bilder Fotos hochladen |
| Wegekreuz                                   | Hauptstraße, gegenüber Nr. 58 Lage     | 1729                        | Schaftkreuz, bezeichnet 1729 | Fotos hochladen                |
| Wohnhaus                                    | Hauptstraße 59 Lage                    | 1518                        | ehemaliger Adelssitz (?); verputzter Fachwerkbau, polygonaler Treppenturm, bezeichnet 1518, Erweiterung im 19. Jahrhundert | weitere Bilder Fotos hochladen |
| Wohnhaus                                    | Hauptstraße 65 Lage                    | um 1870/80                  | fünfachsiger klassizistischer Putzbau, um 1870/80 | weitere Bilder Fotos hochladen |
| Denkmal                                     | Hauptstraße, Ecke Josefstraße Lage     | nach 1923                   | Bruchstein-Obelisk, kleine Inschrifttafel, nach 1923 | weitere Bilder Fotos hochladen |
| Wegekreuz                                   | Hauptstraße, Ecke Josefstraße Lage     | 1740                        | Schaftkreuz, bezeichnet 1740 | Fotos hochladen                |
| Hillenhof                                   | Im Irsbich 8 Lage                      | 18. Jahrhundert             | Fachwerkhaus, 18. Jahrhundert | weitere Bilder Fotos hochladen |
| Wegekreuz                                   | Josefstraße, Ecke Grabenstraße Lage    | 1732                        | Schaftkreuz, bezeichnet 1732 | weitere Bilder Fotos hochladen |
| Wohnhaus                                    | Rheinstraße 1 Lage                     | 18. Jahrhundert             | Fachwerkhaus, teilweise massiv, kurzer Querbau, 18. Jahrhundert | weitere Bilder Fotos hochladen |
| Hofanlage                                   | Rheinstraße 16/16a Lage                | 17. Jahrhundert             | Streckhof; stattliches Fachwerkhaus, wohl noch aus dem 17. Jahrhundert, Fachwerk-Wirtschaftsteil, 18. Jahrhundert, im 19. Jahrhundert überformt | weitere Bilder Fotos hochladen |
| Obere Burg                                  | Schulstraße 7a Lage                    | 14. Jahrhundert             | spätmittelalterlicher turmartiger Mittelbau | weitere Bilder Fotos hochladen |
| Wegekreuz                                   | Schulstraße, gegenüber Nr. 39 Lage     | 1654                        | Schaftkreuz, bezeichnet 1654 | Fotos hochladen                |
| Villa                                       | Simrockstraße 1 Lage                   | um 1910/15                  | repräsentative Mansarddach-Villa, Reformarchitektur, um 1910/15 | weitere Bilder Fotos hochladen |
| Wegekreuz                                   | Vonsbach, bei Nr. 29 Lage              | 1734                        | Schaftkreuz, bezeichnet 1734, Abschlusskreuz bezeichnet 1834 | weitere Bilder Fotos hochladen |
| Wohnhaus                                    | Westerwaldstraße 2/4 Lage              | 18. Jahrhundert             | stattliches Fachwerkhaus, teilweise verschiefert, Krüppelwalmdach, 18. Jahrhundert | weitere Bilder Fotos hochladen |
| Wohnhaus                                    | Westerwaldstraße 8/10 Lage             | 18. Jahrhundert             | stattliches Fachwerkhaus in geschlossener Zeile, 18. Jahrhundert | weitere Bilder Fotos hochladen |
| Wohnhaus                                    | Westerwaldstraße 12 Lage               | spätes 17. Jahrhundert      | kleines Fachwerkhaus, teilweise verkleidet, wohl noch aus dem 17. Jahrhundert | weitere Bilder Fotos hochladen |
| Wohnhaus                                    | Westerwaldstraße 24 Lage               | 1732                        | Fachwerkhaus in geschlossener Zeile, teilweise verputzt, bezeichnet 1732 | weitere Bilder Fotos hochladen |
| Ringofen                                    | Westerwaldstraße, bei Nr. 70 Lage      |                             | Ringofen der ehemaligen Ziegelei | Fotos hochladen                |
| Wegekreuz                                   | Westerwaldstraße, Ecke Am Grendel Lage | 1769                        | Schaftkreuz, bezeichnet 1769 | Fotos hochladen                |